# Rijksbeschermd gezicht Asselt
Gezicht Asselt is een van rijkswege beschermd dorpsgezicht in Asselt in de Nederlandse provincie Limburg. De procedure voor aanwijzing werd gestart op 18 januari 2006. Het gebied werd op 24 oktober 2008 definitief aangewezen. Het beschermd gezicht beslaat een oppervlakte van 190,5 hectare.
Panden die binnen een beschermd gezicht vallen krijgen niet automatisch de status van beschermd monument. Wel zal de gemeente het bestemmingsplan aanpassen om nieuwe ontwikkelingen in het gebied te reguleren. De gezichtsbescherming richt zich op de stedenbouwkundige en cultuurhistorische waardering van een gebied en wil het toekomstig functioneren daarvan veiligstellen.
In het gebied staat onder andere de Sint-Dionysiuskerk.